# ناتاليا كوالسكا
ناتاليا كوالسكا (بالبولندية: Natalia Kowalska)‏ هي لاعبة شطرنج بولندية، (ولدت في وارسو في بولندا 1918  م).